# Système européen de gestion du trafic ferroviaire
 (janvier 2013).
Si vous disposez d'ouvrages ou d'articles de référence ou si vous connaissez des sites web de qualité traitant du thème abordé ici, merci de compléter l'article en donnant les références utiles à sa vérifiabilité et en les liant à la section « Notes et références ».
Le système européen de gestion du trafic ferroviaire (en anglais, European Rail Traffic Management System, ERTMS) est une initiative européenne qui vise à harmoniser la signalisation ferroviaire en Europe.

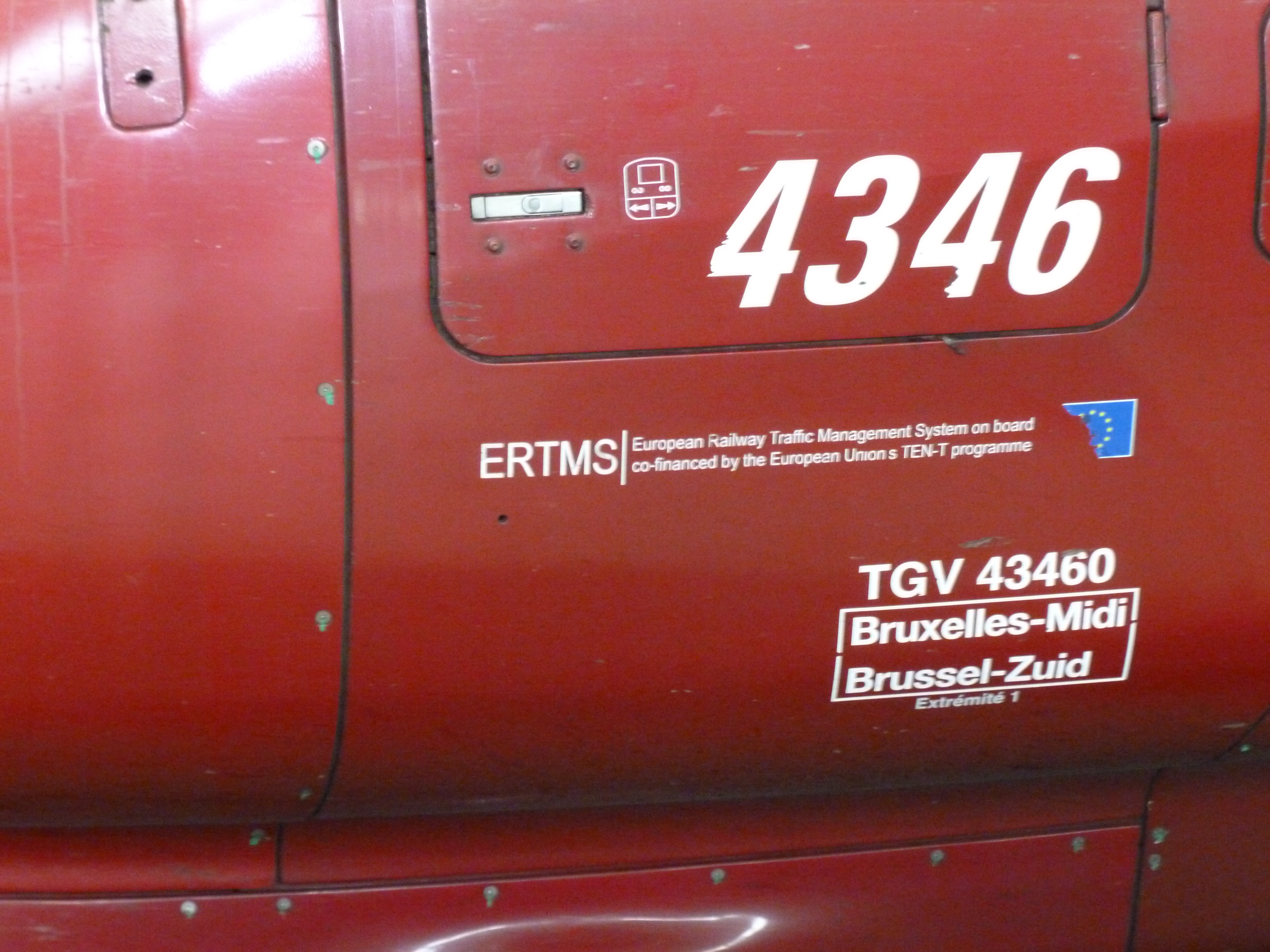
Inscription sur un Thalys signalant qu'il est équipé d'ERTMS.

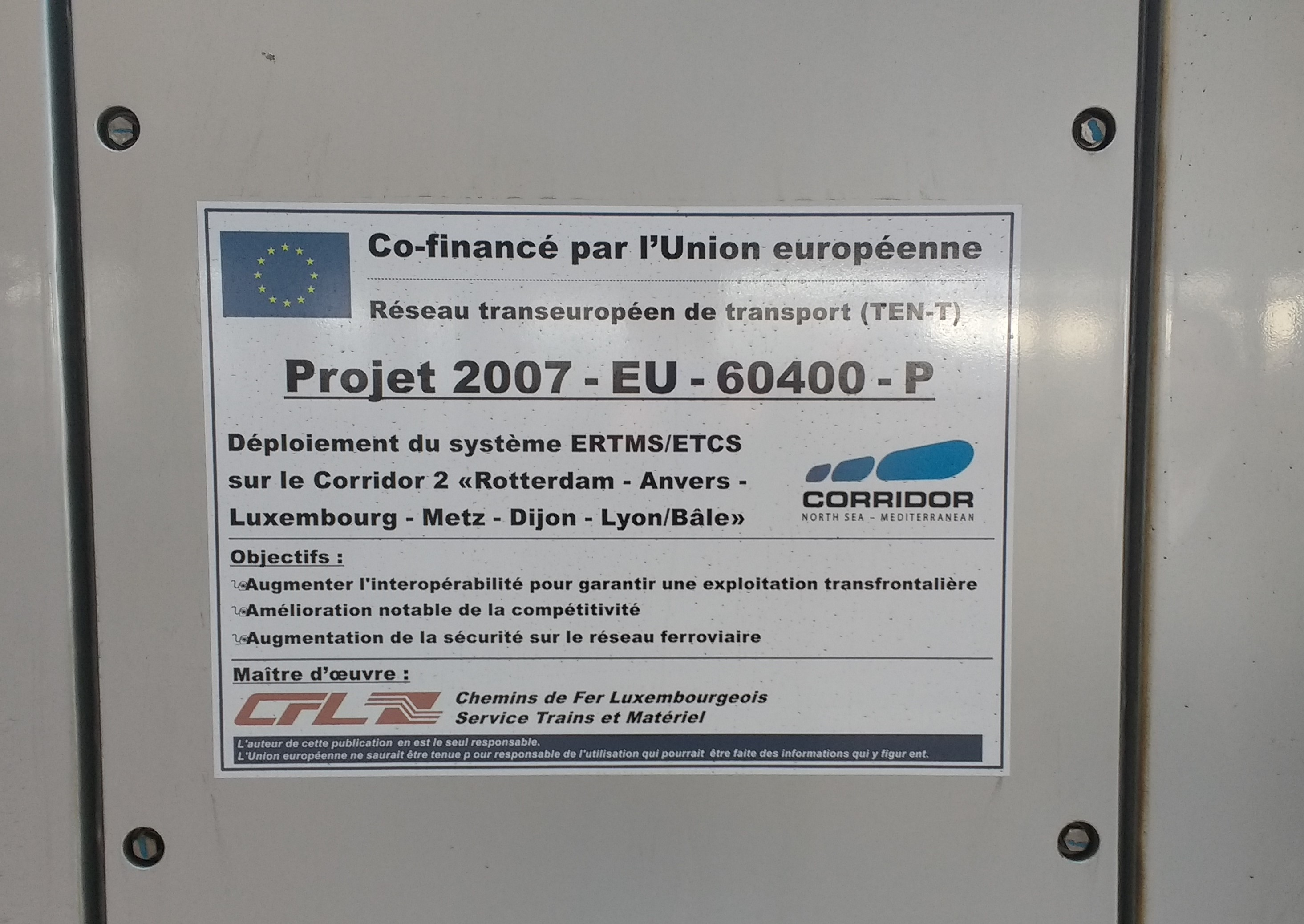
Affiche sur un train CFL 2200 signalant la mise en place de l'ERTMS/ETCS au Luxembourg.

## Différents systèmes designalisation
La signalisation ferroviaire ne consiste pas seulement à l'observation des signaux latéraux : la détection du train sur une voie est d'une importance capitale. Or cette détection fonctionne par un courant envoyé dans les rails ou par des compteurs de types variés. Ce courant ou ces appareils utilisent des fréquences d'ondes hertziennes bien spécifiques. Le problème principal est que chaque type de locomotive et automotrice - du fait de leurs moteurs - émet des courants "vagabonds" qui peuvent, s'ils ne sont pas correctement filtrés, engendrer des perturbations dans la chaîne de détection au sein des voies. Les matériaux utilisés, la masse trop faible d'un matériel roulant, ou les dépôts sur les voies ou les roues peuvent aussi perturber la circulation du courant et empêcher la détection d'une circulation. Enfin, la détection des trains est aussi associée à la protection des trains, avec çà et là des systèmes mécaniques permettant le freinage d'urgence d'une locomotive.
Historiquement, ces systèmes ont été mis en place et définis dans des cadres nationaux. Ainsi, chaque réseau de chemin de fer a élaboré ses propres normes en matière de signalisation, dépendantes des autres normes du réseau (type de courant, fréquence de communications, fréquence d'alimentation, etc.). Ces différences entre les réseaux ont créé des problèmes d'interopérabilité ferroviaire au fur et à mesure des interconnexions entre les réseaux.
Dans les années 1960, le trafic international prend de l'ampleur. Pour faire passer une locomotive d'un réseau à l'autre, la seule solution était d'incorporer à bord le ou les systèmes du ou des voisins chez qui la locomotive était susceptible de circuler. Les Belges furent à la pointe en ce domaine puisque trois petites séries de locomotives dédiées à l'international sortirent des ateliers entre 1960 et 1970 : série 15 entre Amsterdam et Paris, série 16 principalement entre Ostende et Cologne, et série 18, cousine de la CC40100 française, affectée entre Bruxelles, Liège et Paris, voire Ostende-Cologne.
Cette accumulation de systèmes nationaux ne changea pas en 1996 avec le TGV Nord Europe. Ainsi le Thalys PBKA (Paris-Bruxelles-Cologne-Amsterdam) doit être équipé des systèmes :
- français (KVB et TVM (Transmission Voie-Machine) pour les LGV (Lignes à Grande Vitesse)) ;
- allemands (Indusi et LZB pour les lignes ICE) ;
- belge (Crocodile + TBL) ;
- néerlandais (ATB);
- suisse (Signum et ZUB).

Voulant instaurer un réseau à grande vitesse européen, les instances de l'Union Européenne créent en 1996 un cahier des charges de normes, de fréquences, de systèmes de signalisation et de détection : ERTMS. Les six principaux acteurs industriels furent mis à contribution pour créer ce cahier des charges: Alstom, Siemens, Thales, Ansaldo STS, Bombardier et Invensys. (groupe des "six").
Destiné à remplacer les 27 systèmes de signalisation ferroviaire en service en Europe, l'ERTMS est déployé en France sur toutes les nouvelles lignes en construction (obligation légale), qu'il s'agisse des lignes dites conventionnelles ou des nouvelles lignes à grande vitesse. C'est le cas de la LGV Est européenne, ouverte en juin 2007 et des LGV Sud Europe Atlantique et LGV Bretagne-Pays de la Loire, mises en service en juillet 2017 . Néanmoins, les lignes existantes font également l'objet de remises aux normes.

## Composantes
La mise en place d'une signalisation unifiée européenne s'appuie sur deux systèmes :
- Le système européen de contrôle des trains (ETCS) qui vise à gérer le trafic ferroviaire.
- Le FRMCS (en) qui sert à communiquer entre les trains et les centrales d'exploitation du réseau ferré. Ce système est couplé avec l'ETCS niveaux 2.
- L'ATO qui sera le système d'exploitation automatique européen du réseau (en cour de développement).

## Systèmes nationaux dans les principaux pays européens
| Système de signalisation | Allemagne | Autriche | Belgique    | Espagne                   | France                                                  | Italie    | Pays-Bas | Royaume-Uni                             | Suisse |
| ------------------------ | --------- | -------- | ----------- | ------------------------- | ------------------------------------------------------- | --------- | -------- | --------------------------------------- | ------ |
| ATB et ATB-NG            |           |          |             |                           |                                                         |           | ATB      |                                         |        |
| ASFA                     |           |          |             | ASFA 200                  |                                                         |           |          |                                         |        |
| PZB/Indusi               | Indusi    | Indusi   |             |                           |                                                         |           |          |                                         |        |
| KVB                      |           |          |             |                           | KVB                                                     |           |          | à St Pancras et Ashford (Londres-Paris) |        |
| LZB                      | LZB       | LZB      |             | LZB (Madrid-Séville)      |                                                         |           |          |                                         |        |
| Memor et TBL             |           |          | Memor / TBL |                           |                                                         |           |          |                                         |        |
| AWS et TPWS              |           |          |             |                           |                                                         |           |          | AWS / TPWS                              |        |
| TVM 300, 430 depuis 1993 |           | TVM 430  | TVM 430     |                           | TVM 300 (SE, Atlantique), 430 (Nord, Est et Rhin-Rhône) |           |          | TVM 430                                 |        |
| ETCS                     | ETCS 2    | ETCS 1   | ETCS 1, 2   | ETCS 1 (300 km/h), ETCS 2 | ETCS 1, 2                                               | ETCS 1, 2 | ETCS 2   |                                         | ETCS-2 |

## Historique

### Années 1960-80
Très tôt après la création de l'Europe économique, le problème de circulation d'un train à travers différents pays de la communauté s'est posé. En effet, des différences importantes en termes d'infrastructure, de signalisation et de normes existent comme évoqué plus haut.
Les chemins de fer nationaux constataient depuis longtemps les limites de la circulation des trains par blocs. Aussi certains réseaux, en fonction de leurs intérêts propres, s'attelaient à rechercher un nouveau système de signalisation pouvant accepter davantage de trains par heure. Ainsi en France, le projet ASTREE financé par l'État s'attachait à :
- augmenter le trafic des lignes et la souplesse d'exploitation en utilisant un block mobile;
- mettre à disposition des agents et de l'exploitation des informations en temps réel;
- recourir aux nouvelles technologies pour diminuer les coûts d'achat de l'ensemble du matériel de détection et de contrôle;
- affiner le contrôle de vitesse des trains en temps réel, et non plus par palier de vitesse, ce qui impose une interface solide entre la voie et la machine.

### 1989
L'Allemagne de son côté, s'était lancée dans DIBMOF (radio mobile à intégration de services), présageant déjà de la volonté d'utiliser la radio pour l'exploitation ferroviaire. En 1989, la France alors se joint à une démarche commune aux deux pays en associant leur chemins de fer et constructeurs respectifs (DB-SNCF et Alcatel-Siemens-Alstom-CSEE) : c'est le programme ARTEMIS, intégré dans le cadre de la coopération technico-scientifique franco-allemande Deufrako. L'initiative était suivie de près par l'UIC, qui avait elle-même lancé son propre programme de recherche. De congrès en séminaires, les premiers résultats s'avérèrent prometteurs.

### 1991
Afin de permettre une concurrence "libre et non faussée" entre opérateurs historiques et "nouveaux entrants", et une abolition des frontières techniques, la directive 91-440 dit "Bolkenstein"  prévoit une séparation des réseaux historiques entre leur partie "Gestionnaire d'Infrastructure" (possession de l'infrastructure, tracé des sillons, aiguillage, régulation, ingénierie, maintenance du réseau,...), et leur partie "Entreprise Ferroviaire" (possession du matériel roulant, vente des billets, conduite des trains, contrôle à bord, entretien du matériel...).
L’article premier dispose que la séparation comptable est obligatoire, la séparation structurelle étant optionnelle.
Cette séparation sera effective :
- En Grande-Bretagne en 1993 (Railways Act (en)) ;
- En Allemagne en 1994, avec séparation comptable uniquement (création de DB Netz, filiale de la Deutsche Bahn) et reprise de la dette (35 Milliards d'Euros) par l’État fédéral, comme prévu dans la directive 91-440 ;
- En France en 1997, avec une séparation structurelle (création de Réseau ferré de France, entité distincte de la Société nationale des chemins de fer français) et sans reprise de la dette par l’État (25 milliards d'Euros) avant de faire marche arrière en 2015 (réunification de RFF et de la SNCF).

L'article premier de la directive "Bolkenstein" sera abrogé en 2001 avec la publication du premier paquet Ferroviaire.

### 1993
Voulant instaurer un réseau de train à grande vitesse européen, et surtout faciliter l'accès des trains d'un réseau à l'autre, l'Europe reprend en 1993 le programme ARTEMIS et met autour de la table un groupement d'entreprises européennes dont Ansaldo STS en a été le principal maître d'œuvre et comprenait : Ansaldo Signal N.V., Alstom, Thales, Invensys, Siemens et Bombardier Transport. Le soutien de l'Europe est décisif au travers de l'ancienne DG VII (aujourd'hui DG TREN), ainsi qu'au travers des programmes du 4e PCDR.
C'est l'Angleterre qui fait office de laboratoire sur le sujet de la séparation Gestionnaire D'Infrastructure / Entreprise Ferroviaire, en allant bien au-delà de ce que la directive 91-440 prescrit.
Le Rail Act de 1993 organise en effet une division et une privatisation totale du système ferroviaire britannique. Notons que Margaret Thatcher, qui avait pourtant initié des privatisations dans plusieurs autres secteurs industriels, mais consciente de la nécessaire cohésion du système ferroviaire, était opposée a cette action, qu'elle appelait "a privatisation too far". L'ouverture à la concurrence du rail passe ainsi en Grande Bretagne par la séparation économique des infrastructures (gérées par Network Rail depuis 2003 au Royaume-Uni) et du matériel roulant historiquement regroupés au sein de même entreprises nationales (British Rail, SNCF, Deutsche Bahn, Renfe, etc.). Pour autant, la séparation, par ailleurs très inégale d'un pays à l'autre, ne présageait pas d'une Europe ferroviaire sans barrières. Restait à régler la technique.

### 1996
Les "Six" fournissent au milieu des années 1990 une réponse fiable pour la signalisation du futur : ERTMS. Ce système, qui reprend notamment certains développements mis en service sur les TGV et ICE, est surtout conçu comme un ensemble normalisé, ce qui en soit est une performance. Fréquence de courant, fréquence radio, balises, filtres, tout doit être désormais unifié. C'est en Italie où l'exploitant du réseau ferré italien R.F.I. filiale des FS a utilisé en premier ce nouveau système sur tout son réseau à grande vitesse.
Le système ERTMS étend les objectifs initiaux d'ARTEMIS en garantissant :
- l'interopérabilité des circulations sur le réseau européen, d'abord à grande vitesse puis par la suite en conventionnel;
- une baisse des coûts d'exploitation et des fournitures industrielles (ce qui ne s'avéra pas exact par la suite);
- une amélioration sensible du niveau de sécurité des circulations combiné à un débit plus élevé;
- l'extension possible à d'autres domaines ferroviaires tels la fluidification des circulations, la maintenance, la régulation, etc.

Cet ensemble est couché sur papier aux travers des fameuses Spécifications Techniques d'Interopérabilité (STI) diffusées, pour le réseau à grande vitesse, dès 1996 sous les directives européennes 1996/48 et, plus tard pour le conventionnel, la 2001/16, rendant obligatoire son application à tous les États membres.

### Après 1996
La LGV-Est européenne, les lignes TGV belges L3 (Liège-Allemagne) et L4 (Anvers-Rotterdam), ainsi que Perpignan-Figueras, sont notamment les premières à en être équipées. Les lignes TGV-Nord Paris-Bruxelles, ainsi que la branche Lille-Eurotunnel-Londres, restent en revanche équipées de la TVM 430 française.
Le système ERTMS a été exporté par Ansaldo STS en Chine dans une version adaptée et soutenue très fortement par la Suisse, mais tarde encore à s'imposer en Europe, en France notamment qui ne voit pas l’intérêt d'investir dans une dualité de systèmes sans contreparties financières ou sans y être obligée comme dans toute création de ligne à grande vitesse sans pour autant vouloir rester sur l'ancien système Alstom. La migration des matériels roulants existants peut prendre de nombreuses années comme lorsque les rames TGV Atlantique ne pouvaient rallier la gare de Chessy-Marne la Vallée pour incompatibilité.
Enfin, bien que ce système soit depuis longtemps soutenu par la Commission européenne, les organes de coordination n'ont pas réussi à s'imposer sur ce sujet. Le plus récent en date est l'Agence ferroviaire européenne.
Cependant l'ERTMS a déjà été installé :
- sur toute la ligne italienne AV/AC Turin-Milan-Bologne-Rome-Naples-Salerne d'une longueur de 1 000 km (ERTMS2)[2];
- sur la ligne espagnole AVE Madrid-Tarragone (ERTMS Niveau 1, ayant permis de relever la vitesse à 300 km/h le 7 mai 2007[3]) ;
- et sur la LGV 3 en Belgique, mais qui n'était empruntée, à l'origine, que par les trains ICE, les THALYS n'étant progressivement équipés qu'à partir du 8 janvier 2009.
- sur la LGV-Est européenne (ETCS2), LGV Sud Europe Atlantique (ETCS2) et LGV Bretagne-Pays de la Loire (ETCS1 et ETCS2), sur le Contournement Nîmes-Montpellier (ETCS1) et entre Uckange et la frontière luxembourgeoise (ETCS1)

En outre, il est en train d'être installé sur les lignes Novara-Milan, Milan-Bologne et Bologne-Florence ; ces lignes ont été ouvertes fin 2009.